# I Want to Be a Cowboy’s Sweetheart
I Want to Be a Cowboy’s Sweetheart ist ein Country-Song aus dem Jahr 1935 von Patsy Montana. Das Stück war der erste Millionenseller einer Country-Sängerin.

## Geschichte des Songs

### Entstehung
Vor 1935 hatte Patsy Montana in verschiedenen Formationen mitgewirkt, die allesamt keine überregionale Bedeutung erlangen konnten.
1934 schrieb sie während einer Tournee I Want to Be a Cowboy’s Sweetheart, das sie dann während der wöchentlichen National Barn Dance-Show des Radiosenders WLS in Chicago vorstellte. Das jetzt breitere Publikum fiel auch der American Record Corporation (ARC) auf, und das Label entschloss sich im August 1935, Patsy Montana und ihre Band Prairie Ramblers in New York City aufzunehmen.
Erst Anfang 1935 wurde ihre erste Komposition von einem Musikverlag angenommen. Im August 1935 entstand mit I Want to Be a Cowboy’s Sweetheart / Ridin‘ Old Paint (Vocalion #3010) der mit längeren Jodel-Passagen angereicherte Millionenseller.

### Plattenerfolge

Patsy Montana - Cowboy’s Sweetheart (Remake bei Surf Records vom November 1959)

Der im Dezember 1935 veröffentlichte Song über die Freundin eines Cowboys kam im Januar 1936 bis auf Rang 10 der Pop-Hitparade, da es eigenständige Country-Charts noch nicht gab. Ihr Produzent Arthur Satherly entschied sich für Cowboy’s Sweetheart als A-Seite, während Montana von ihrer Eigenkomposition nicht überzeugt war: „Die Platte schlug nicht über Nacht ein, sondern ihre Popularität wuchs langsam und hörte nie auf“, schrieb Montana in ihrer Autobiografie.
Sie war hierdurch zum ersten weiblichen Star der Country-Musik geworden und pflegte das Image eines selbständigen, unabhängigen, aber Land und Cowboys verehrenden Cowgirls. Insgesamt wurde der Song laut ASCAP elfmal gecovert, neben Patti Page oder Lynn Anderson auch von den Dixie Chicks und LeAnn Rimes.